# Eltroplectris calcarata
Eltroplectris calcarata, também conhecido como orquídea-bigode, é uma espécie de  planta do grupo Eltroplectris.

## Taxonomia
A espécie foi decrita em 1972 por Herman Royden Sweet e Leslie A. Garay.
Os seguintes sinônimos já foram catalogados:
- Neottia calcarata  Sw.
- Centrogenium rademarkeri  Ruschi & la Gasa
- Centrogenium setaceum  (Lindl.) Schltr.
- Eltroplectris acuminata  Raf.
- Pelexia domingensis  Lindl.
- Pelexia setacea  Lindl.
- Pelexia setacea glabra  Cogn.
- Centrogenium calcaratum  (Sw.) Schltr.
- Collea calcarata  (Sw.) Lindl.
- Pelexia calcarata  (Sw.) Cogn.
- Spiranthes calcarata  (Sw.) Jiménez
- Stenorrhynchos calcaratum  (Sw.) Rich.

## Conservação
A espécie faz parte da Lista Vermelha das espécies ameaçadas do estado do Espírito Santo, no sudeste do Brasil.

## Distribuição
A espécie é encontrada nos estados brasileiros de Alagoas, Bahia, Espírito Santo, Paraíba , Pernambuco, Paraná, Rio de Janeiro, Rio Grande do Norte, Santa Catarina, Sergipe e São Paulo.  A espécie é encontrada nos  domínios fitogeográficos de Cerrado, Mata Atlântica, em regiões com vegetação de campos rupestres, mata ciliar, floresta ombrófila pluvial, restinga.